# José Lello
José Manuel Lello Ribeiro de Almeida (ur. 18 maja 1944 w Porto, zm. 14 października 2016 tamże) – portugalski polityk, menedżer i samorządowiec, deputowany, sekretarz stanu, w latach 2000–2002 minister młodzieży i sportu.

## Życiorys
Z wykształcenia inżynier mechanik. Zajmował stanowiska menedżerskie w różnych przedsiębiorstwach, m.in. w Philips Portuguesa. Był wiceprezesem arabsko-portugalskiej izby handlowo-przemysłowej.
Zaangażował się w działalność polityczną w ramach Partii Socjalistycznej, był członkiem władz krajowych tego ugrupowania. W 1976 wybrany do zgromadzenia miejskiego Porto. Poseł do Zgromadzenia Republiki w III, IV, V, VI, VII, VIII, IX, X, XI i XII kadencji.
W latach 1995–2000 zajmował stanowisko sekretarza stanu w ministerstwie spraw zagranicznych. Od grudnia 2000 do kwietnia 2002 pełnił funkcję ministra młodzieży i sportu w drugim rządzie Antónia Guterresa. Od 2007 przez rok przewodniczył Zgromadzeniu Parlamentarnemu NATO.

## Odznaczenia
- Krzyż Wielki Orderu Infanta Henryka (2005, Portugalia)[8]
- Krzyż Wielki Orderu Rio Branco (1999, Brazylia)[9]
- Krzyż Wielki Orderu Zasługi Republiki Federalnej Niemiec (1999, Niemcy)[9]
- Krzyż Wielki Orderu Leopolda II (2000, Belgia)[9]
- Krzyż Wielki Orderu Honoru (2000, Grecja)[9]
- Krzyż Wielki Orderu Zasługi Cywilnej (2000, Hiszpania)[9]
- Krzyż Wielki Orderu Krzyża Południa (2005, Brazylia)[9]